# Psalm 20

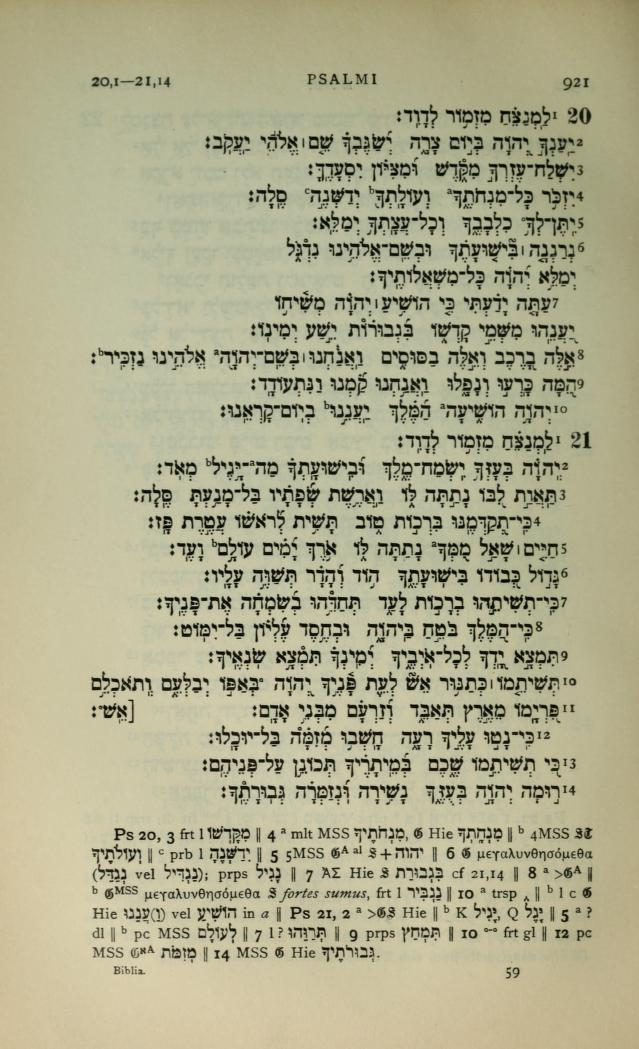
Psalmen 20 bis 21 in der Biblia Hebraica Kittel (1909)

Der 20. Psalm (nach griechischer Zählung der 19.) ist ein Psalm Davids und gehört in die Reihe der Königspsalmen. Er ist für einen König Judäas gesungen. Aufgrund inhaltlicher und semantischer Ähnlichkeiten kann eine literarische Abhängigkeit vom Papyrus Amherst 63 angenommen werden.

## Gliederung
Eine mögliche Gliederung sieht folgendermaßen aus:
1. Vers 1–6: Das Gebet für den König: gute Wünsche.
2. Vers 7–10: Gewissheiten in prophetischem Stil: Verkünden eines göttlichen Orakels.

## Themen

### Namenstheologie
Der Alttestamentler Hermann Gunkel hebt in seinem Psalmkommentar die Rolle des Namens Gottes hervor. Schließlich rede der Psalmist nicht direkt von der Gottheit, sondern vom Namen der Gottheit (Verse 2, 6 und 8). Die Namensnennung nehme eine besondere Rolle im Alten Testament ein: Mit dem Aussprechen des Namens JHWH erhebe man die Hände zum Gebet und rufe ihn an (vgl. auch Ps 63,5  und Ps 116,17 ), beginne das Segnen, das Gebet und die Hymne – Gottes Namen kennen heiße „Religion haben“.

### Bewertung von Opfern
Zusammen mit Psalm 66 weist der Psalm eine durchgehend positive Bewertung von materiellen Opfern auf (Vers 4) – anders als beispielsweise Psalm 51 ohne kritische Tendenz.